# Yabu

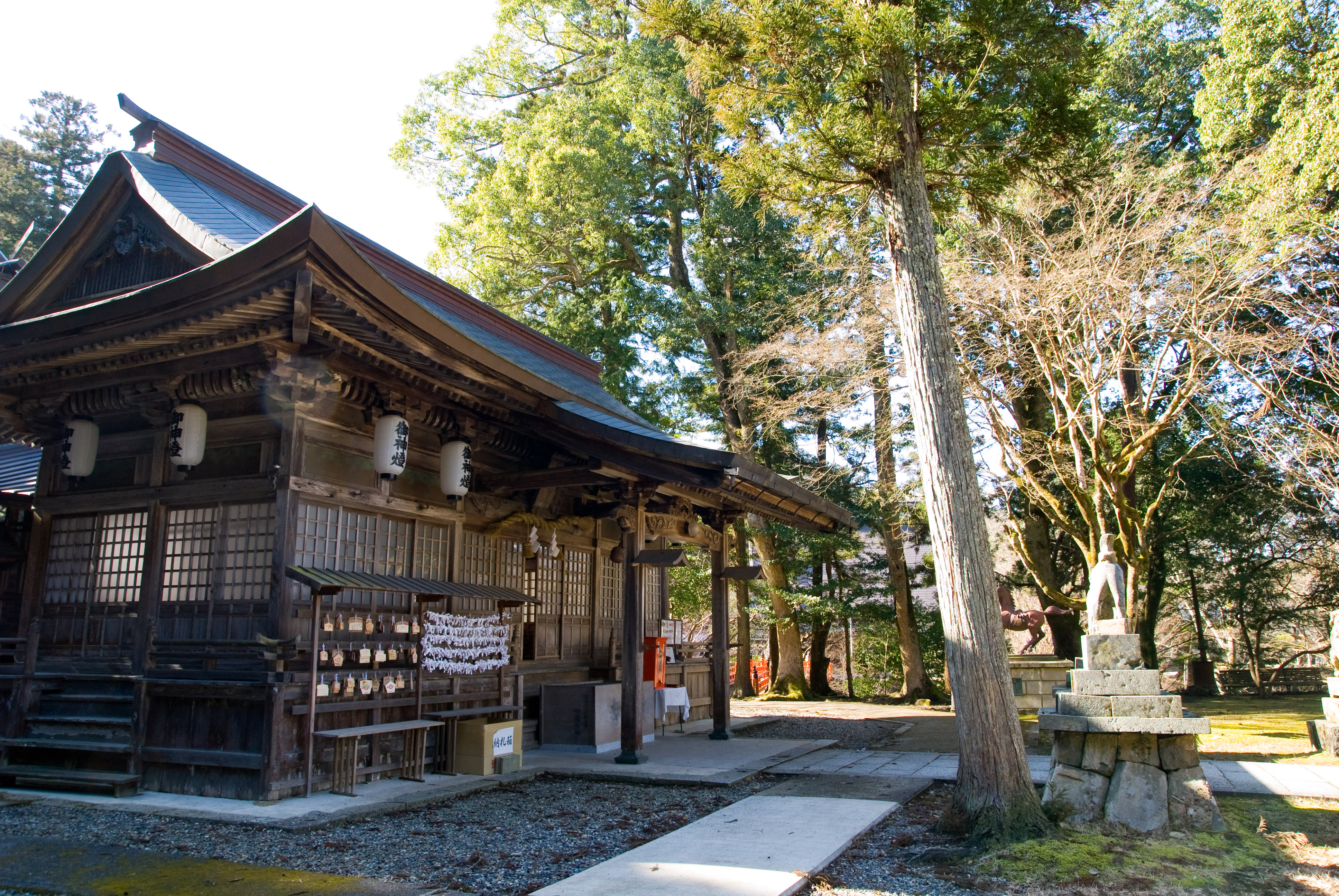

Yabu (養父市 -shi) é uma cidade japonesa localizada na província de Hyogo.
Em 31 de Março de 2004 a cidade tinha uma população estimada em 30 153 habitantes e uma densidade populacional de 71 h/km². Tem uma área total de 422,78 km².
Recebeu o estatuto de cidade a 1 de Abril de 2004.